# Romeo (EP)
Romeo —(en hangul, 로미오)— es el segundo extended play de la boy band surcoreana Shinee. Fue publicado el 25 de mayo de 2009 en Corea del Sur bajo la discográfica S.M. Entertainment. El EP consiste de seis canciones, incluyendo el sencillo principal «Juliette». Una versión japonesa de «Juliette» fue lanzada el 29 de agosto de 2011, como el segundo single japonés de Shinee, acompañada del b-side «Kiss Kiss Kiss», la primera canción originalmente en japonés del grupo. El lanzamiento se posicionó en el puesto número #3 en la lista semanal de Oricon.
El EP fue comercialmente exitoso en Corea del Sur, lideró la lista de coreana de Hanteo durante tres semanas consecutivas, sin embargo no existen listas registradas de álbumes vendidos en 2009. Antes del establecimiento de la lista Gaon Music Chart en 2010, las listas musicales surcoreanas eran proporcionadas por la Music Industry Association of Korea (MIAK), que dejó de recopilar información en 2008. De acuerdo con Gaon, el EP ha vendido más de 20,000 copias desde 2011 hasta 2016.

## Antecedentes y lanzamiento
Romeo es el primer lanzamiento coreano de Shinee desde la reedición de Amigo el 31 de octubre de 2008. El EP fue originalmente programado para ser lanzado el 21 de mayo, pero fue retrasado al 25 de mayo debido a que el líder del grupo Onew sufrió lesiones dentales. La coreografía para el sencillo principal fue realizada por Rino Nakasone, quien había colaborado previamente en otras corografías para Shinee, en canciones como «Replay» y «Love Like Oxygen». El sencillo «Juliette» es una adaptación de la canción «Deal with Itby», de Jay Sean y Corbin Bleu. S.M. Entertainment adquirió los derechos sobre la canción, propiedad de Hollywood Records. La canción fue ligeramente remezclada por Cutfather, mientras la letra original no fue adquirida, la letra en coreano fue escrita por los miembros de Shinee Jonghyun y Minho. El 22 de mayo, el grupo inició las promociones oficiales para el EP y presentaron «Juliette» por primera vez en Music Bank. El vídeo musical coreano fue publicado el 22 de mayo, con la participación de la cantante Krystal Jung, integrante del grupo femenino F(x), 
mientras que el vídeo para la versión en japonés tuvo la participación de la actriz japonesa Go Ara. El vídeo musical coreano fue grabado a principios de mayo en Seúl y Ilsanseo-gu, dirigido por Lee Sang-kyu.

## Composición y concepto
| «Queremos mostrar música colorida pero llena de personalidad, un grupo que lidere la tendencia y brindar a todos una perspectiva diferente y única.»—–Jonghyun sobre la interpretación del extended play. |

El concepto del EP se inspiró en Romeo y Julieta, tragedia escrita por el dramaturgo William Shakespeare. El grupo representó el Romeo del siglo XXI, quién confeso su amor a Julieta. El EP contó con la participación de compositores como Kenzie, Young-hu Kim, Jung Yeop y Eco Bridge.
El sencillo homónimo fue escrito por Jonghyun, uno de los miembros de Shinee, quien se encargó de escribir una canción por primera vez desde la formación de la agrupación. Él afirmó que después de escuchar el demo de la canción, fue a buscar una historia romántica que «interesara a todos, pero que también fuera una historia con la que todos pudieran identificarse» y que pensó repentinamente en la película clásica Romeo y Julieta, inspirándose en ella. 
Una versión japonesa de «Juliette» fue lanzada el 29 de agosto de 2011, como el segundo single japonés de Shinee, acompañada del b-side «Kiss Kiss Kiss», la primera canción originalmente en japonés del grupo.

## Lista de canciones
Créditos adaptados de Melon.
| N.º   | Título                                        | Letras                                | Música                                                     | Duración |  |
| 1.    | «니가 맘에 들어» (Talk to You)                | Kim Tae-sung (Xperimental Production) | Carol Borjaf                                               | 3:27     |  |
| 2.    | «줄리엣» (Juliette)                           | Jonghyun, Minho                       | Mikkel Remee Sigvardt, Jay Sean, Mich Hansen, Joe Belmaati | 3:25     |  |
| 3.    | «차라리 때려» (Hit Me)                        | Kim Young-hu                          | Carol Borjaf                                               | 3:56     |  |
| 4.    | «세뇨리따» (Señorita)                         | Kim Jung-bae                          | Kenzie                                                     | 3:32     |  |
| 5.    | «잠꼬대» (Please, Don't Go (Jonghyun + Onew)) | Jungyup                               | Jungyup, Eco Bridge                                        | 4:10     |  |
| 6.    | «소년, 소녀를 만나다» (Romeo + Juliette)      | Lee Sung-su                           | Lee Sung-su, Chon Hong-sung                                | 4:44     |  |
| 23:14 |                                               |                                       |                                                            |          |  |

## Reconocimientos

### Premios en programas musicales
| Canción    | Programa               | Fecha               |
| ---------- | ---------------------- | ------------------- |
| «Juliette» | Music Bank (KBS)       | 29 de mayo de 2009  |
| «Juliette» | Music Bank (KBS)       | 5 de junio de 2009  |
| «Juliette» | Music Bank (KBS)       | 19 de junio de 2009 |
| «Juliette» | Show! Music Core (MBC) | 30 de mayo de 2009  |
| «Juliette» | Show! Music Core (MBC) | 6 de junio de 2009  |
| «Juliette» | Inkigayo (SBS)         | 28 de junio de 2009 |
| «Juliette» | Inkigayo (SBS)         | 5 de julio de 2009  |